# Vincent Geisser
Vincent Geisser, né le 15 janvier 1968 à Saint-Mandé (Val-de-Marne), est un sociologue et un politologue français.

## Biographie
Il est le fils de Robert Geisser (1936-2015), officier de gendarmerie et de Geneviève Ourta (1936-), assistante sociale. Il est le petit-fils du général de division Yves Ourta, ancien commandant de la garde républicaine et directeur adjoint de la gendarmerie nationale.

## Formation
Vincent Geisser est docteur en science politique (1995) de l'université Aix-Marseille III ; sa thèse, Ethnicité et politique dans la France des années 1990 : étude sur les élites politiques issues des migrations maghrébines, est dirigée par Michel Camau. Il est diplômé de l'Institut d'études politiques de Grenoble (1989), de l'Institut d'études politiques d'Aix-en-Provence (1991 et 1995) et de l'Académie internationale de droit constitutionnel (1991).
Ses principaux thèmes de recherche et de réflexions sont les questions politiques dans le monde arabe, l'islam en France et en Europe et les problèmes relatifs aux discriminations dans les partis politiques français.

## Carrière
Entre 1995 et 1999, il travaille pour le ministère français des Affaires étrangères, à l'Institut de recherche sur le Maghreb contemporain (IRMC) de Tunis. Depuis 1999, il est chercheur au Centre national de la recherche scientifique (CNRS), successivement affecté à l’Institut de recherches et d’études sur le monde arabe et musulman (IREMAM) d’Aix-en-Provence (1999-2011) et à l'Institut français du Proche-Orient (Ifpo) de Beyrouth (depuis juin 2011).
Depuis septembre 2015, il a réintégré professionnellement l'IREMAM (CNRS), son laboratoire d'origine. Depuis 2016, il dirige le master « expertise politique comparée » à l'Institut d'études politiques d'Aix-en-Provence, destiné à former des spécialistes autour des questions de l'Amérique latine et du monde arabe.
Depuis janvier 2024, Vincent Geisser est directeur de l'Institut de recherches et d'études sur les mondes arabes et musulmans (IREMAM), Unité mixte de recherche (UMR 7310) du CNRS et d'Aix-Marseille Université (AMU).
Il est président du Centre d'information et d'études sur les migrations internationales (CIEMI) de Paris et directeur de publication de la revue Migrations Société. Il est membre du comité de rédaction de la revue éditée par CNRS-Éditions, L'Année du Maghreb.

## Positions et publications
Il est un spécialistes du régime autoritaire tunisien de Ben Ali, étant d'ailleurs l'un des rares politologues, avec Éric Gobe et Larbi Chouikha,, à avoir envisagé sa chute imminente avant la révolution de 2011. ll écrivait ainsi dans un article consacré à la révolte du bassin minier de Gafsa (2008) : « Confronté à une "révolte par le bas", animée non par des "professionnels de la contestation" mais par des citoyens ordinaires, les réflexes sécuritaires du régime ont été mis à l’épreuve, contribuant à se dévoiler au grand jour et, par effet de feed back, à accorder au mouvement social une victoire symbolique. N’est-ce pas là le signe d’un ébranlement du Pacte de sécurité, ce contrat social implicite entre l’État et le peuple, que certains auteurs ont longtemps considéré comme le principal moteur du régime de Ben Ali ? ».
En 2003, il publie La Nouvelle islamophobie, un ouvrage qui se présente comme une enquête sur les manifestations dans les discours médiatiques, le monde social et politique des formes que prennent les attaques contre l'islam. Cette islamophobie moderne emprunterait de manière privilégiée au registre républicain ses arguments d’un islam incompatible avec l’universalisme issu des Lumières. Pour Isabelle Kersimon et Jean-Christophe Moreau, auteurs d'un essai intitulé Islamophobie, la contre-enquête, le livre de Vincent Geisser serait caractéristique d'une « certaine paranoïa », « consistant à vouloir démontrer, au mépris des méthodologies en usage, que la psyché occidentale et, pour ce qui nous concerne, l’histoire coloniale de la France, ont fabriqué une véritable « passion islamophobe » ». Avec sa thèse d’un camp « national-républicain » islamophobe, d’« intellectuels médiatiques » islamophobes, et même de « musulmans islamophobes », Vincent Geisser serait, selon Rudy Reichstadt, un « représentant de cette gauche universitaire islamophile qui croit protéger les musulmans en prenant la défense des islamistes ». En 2006, dans un bulletin bibliographique, Mouloud Haddad estime que le livre s'apparente plus à un pamphlet sans concessions et parfois peu nuancé qu'à une véritable étude sociologique d'ampleur, allant au-delà de la simple compréhension du phénomène en le dénonçant, mais posant par ce biais la question de l'engagement public des universitaires.
En 2009, un contentieux l'opposant à Joseph Illand, ingénieur général de la Défense et fonctionnaire sécurité défense (FSD) du CNRS connaît un certain écho médiatique, et provoque une  mobilisation d'intellectuels. À cette occasion, Caroline Fourest le présente comme étant « connu pour ses prises de position polémiques en faveur de l'islam radical ». Le CNRS le convoque pour une mesure disciplinaire. Finalement, le plaignant se désiste après avoir reçu un courrier de Vincent Geisser reconnaissant notamment que ses accusations à son endroit étaient « fausses et outrancières ». Vincent Geisser a postérieurement nuancé ses « excuses » et réaffirme avoir été victime avec d'autres collègues du CNRS de pressions sécuritaires de ce même fonctionnaire, en raison de leurs recherches sur l'islam et les musulmans qui font encore figure de « sujets chauds », donnant lieu, selon lui, à une étroite surveillance[réf. nécessaire].
En 2010, Mohamed Sifaoui le qualifie « d'idiot utile » et écrit à son propos : « Il vilipende toute critique à l'égard de l'intégrisme – même lorsqu'elle émane de musulmans – en essayant de lui donner une connotation systématiquement raciste ».
Dans des écrits ultérieurs, Vincent Geisser se défend de fétichiser la notion d’islamophobie et d’interdire toute critique de l’islam. Au contraire, il précise que « la fétichisation du terme islamophobie dans un sens victimaire et exclusif me paraît tout aussi contre-productive, révélatrice de notre incapacité à penser les phénomènes racistes dans leur universalité, leur profondeur historique et dans une perspective comparative avec tous les formes et modes de discriminations qu’a connu et que connait la société française actuelle ». Vincent Geisser réfute d'ailleurs la notion « d'islamophobie d'État », qu'il trouve exagérée et disproportionnée, qui ne saurait être confondue avec l'antisémitisme d'État des années 1940.

## Médias
Il est invité régulièrement sur les médias français, notamment dans le Talk Show « Toutes les France » animé par Ahmed El Keiy sur France Ô (groupe France Télévisions) mais aussi sur les chaînes de Radio France (France Culture, France Info, etc.), France 24 et TV5 Monde. Il écrit pour le site web oumma.com. Outre ses activités scientifiques, Vincent Geisser est impliqué dans la vie publique marseillaise (sa ville d’adoption), où il participe à de nombreux débats sur le « vivre ensemble ».

## Ouvrages personnels et directions d'ouvrages
- Vincent Geisser, Ethnicité républicaine : Les Élites d’origine maghrébine dans le système politique français, Paris, Presses de Sciences Po, 22 septembre 1997, 261 p. (ISBN 2-7246-0732-5, BNF 36697327).
- Vincent Geisser (dir.) et Institut de recherches et d'études sur le monde arabe et musulman (éditeur scientifique), Diplômés maghrébins d’ici et d’ailleurs : Trajectoires sociales et itinéraires migratoires, Paris, CNRS-Éditions, coll. « Études de l'Annuaire de l'Afrique du Nord », 12 décembre 2000, 332 p. (ISBN 2-271-05780-9, BNF 37633930, lire en ligne).
- Saïd Ben Sedrine et Vincent Geisser, Le Retour des diplômés : Enquête sur les étudiants tunisiens formés à l'étranger : Europe, Amérique et monde arabe, Tunis, Centre de publication universitaire, 2001, 165 p. (ISBN 9973-948-87-4, BNF 41125440).
- Vincent Geisser, La Nouvelle Islamophobie, Paris, éd. La Découverte, coll. « Sur le vif », 2003, 122 p. (ISBN 2-7071-4060-0, BNF 39072550).Traduit en arabe, en turc et en polonais. Existe également sous forme de cassette audio, parue en 2006, publiée par la Ligue nationale des musulmans de France, cf. notice FRBNF40235103.
- Michel Camau et Vincent Geisser, Le Syndrome autoritaire : Politique en Tunisie de Bourguiba à Ben Ali, Paris, Presses de Sciences Po, 4 septembre 2003, 372 p. (ISBN 2-7246-0879-8, BNF 39033124).
- Michel Camau (dir.), Vincent Geisser (dir.) et Centre de science politique comparative (éditeur scientifique), Habib Bourguiba : La trace et l’héritage, Paris et Aix-en-Provence, éd. Karthala et Institut d'études politiques, coll. « Science politique comparative », mai 2004, 663 p. (ISBN 2-84586-506-6, BNF 39195461).
- Vincent Geisser et Aziz Zemouri, Marianne et Allah : Les Politiques français face à la « question musulmane, Paris, éd. La Découverte, coll. « Cahiers libres », 15 mars 2007, 297 p. (ISBN 978-2-7071-4961-9, BNF 41013869).
- Autoritarismes démocratiques et démocraties autoritaires au XXIe siècle. Convergences Nord/Sud, Paris, éditions La Découverte, 2008  (avec Olivier Dabène et Gilles Massardier).
- Vincent Geisser et El Yamine Soum, Discriminer pour mieux régner : Enquête sur la diversité dans les partis politiques français, Ivry-sur-Seine, Les Éditions de l'Atelier, 15 mai 2008, 239 p. (ISBN 978-2-7082-4002-5, BNF 41287417, lire en ligne).
- France Keyser (photographies), Vincent Geisser (textes) et Stéphanie Marteau (légendes), Nous sommes Français et musulmans : enquête, Paris, éd. Autrement, 10 mars 2010, 175 p. (ISBN 978-2-7467-1392-5, BNF 42152233).
- Dictateurs en sursis. La revanche des peuples arabes, éditions de L’Atelier, nouvelle édition 2011 (entretien avec Moncef Marzouki, opposant historique à Ben Ali).
- Michaël Béchir Ayari et Vincent Geisser, Renaissances arabes : 7 questions clés sur des révolutions en marche, Ivry-sur-Seine, Les Éditions de l'Atelier, 20 octobre 2011, 159 p. (ISBN 978-2-7082-4173-2, BNF 42493763, lire en ligne).
- Un si long chemin vers la démocratie. Entretien avec Mustapha Ben Jaafar (président de l’Assemblée nationale constituante tunisienne), Tunis, éditions Nivarna, 2014, 243 p.
- Vincent Geisser, Omero Marangiu-Perria, Kahina Smail, Musulmans de France : la grande épreuve. Face au terrorisme, Ivry-sur-Seine, Les Éditions de l'Atelier, 14 septembre 2017, 311 p.  (ISBN 978-2-7082-4517-4).
- Vincent Geisser avec Amin Allal (dir.), Tunisie, une démocratisation au dessus de tout soupçon ?, Paris, CNRS Editions, 2018, 480 p.  (ISBN 2271118077 et 978-2271118073).
- Vincent Geisser avec Philippe Aldrin, Pierre Fournier, Yves Mirman (dir.), L'enquête en danger. Vers un nouveau régime de surveillance dans les sciences sociales, Paris, Armand Colin, coll. "Sociologia", 384 p.  (ISBN 9782200633240).